# 彰泰 (清朝)
彰泰（1636年—1690年），滿洲愛新覺羅氏。 清朝正蓝旗宗室。努爾哈赤第七子饒餘敏郡王阿巴泰次子固山温良贝子博和託之子，生母為舒穆禄氏。

## 生平
崇德元年（1636年）六月二十日生，順治八年（1651年）被封為镇国公，再晋封為固山贝子。顺治九年銮仪卫銮仪使（时与内务府正黄旗董得貴系同职位同事，载《钦定八旗通志》卷317）。康熙十三年（1674年），彰泰開始参赞军务。康熙十八年（1679年），授封定遠平寇大將軍，取代安和亲王岳樂，自貴州進兵滇池。康熙二十年（1681年），雲貴總督蔡毓榮主攻，統合定遠平寇大將軍彰泰、賴塔等從蜀、黔、桂三路入雲南，佔領五華山，圍攻昆明城，城內糧食不繼，百官皆降。三藩之亂最後平定。护送三藩之亂殉难的云南巡抚、正黄旗汉军朱國治喪亲家屬回京。朝廷授彰泰左宗正之職。康熙二十一年（1682年）十月，凱旋而歸時，皇上迎勞大軍於盧溝橋南二十里。
康熙二十二年（1683年），彰泰以“延遲攻敵”獲罪，但因有軍功，並無貶官。康熙二十四年（1685年），又因濫舉宗人府屬官之罪，被罷免左宗正之職。康熙二十九年（1690年）正月逝世。
第三子屯珠，襲爵位為鎮國公。又被授封左宗正、禮部尚書等職務。
彰泰的祖父饒餘敏親王（安亲王）阿巴泰家族的墓群位于今北京石景山区西北部五里坨地区有个叫南宫的地方，靠近明代隆恩寺，在历史上屡遭劫掠。

## 家庭
- 祖父饒餘敏親王阿巴泰、太祖高皇帝弩爾哈齊第七子。
- 父固山溫良貝子博和託。母舒穆祿氏（父(追)武勳王揚古利）。胞弟和碩安和親王岳樂，其子诗人、已革勤郡王蘊端。
- 胞兄奉恩輔國懷愍公翁古。嫡妻李佳氏（父镶黄旗汉军总兵官李永芳）。
- 胞姊愛新覺羅氏，嫁正黄旗满洲、定西将军、一等公舒穆祿氏愛星阿（父一等公塔瞻，祖父(追)武勳王揚古利）。
- 胞姊縣主愛新覺羅氏，嫁正蓝旗汉军李祜拜（又胡拜，胞兄一等伯巴顏，胞兄忠襄公李率泰，父明末清初将领总兵李永芳，母饒餘敏親王阿巴泰长女；胞姊李佳氏嫁奉恩輔國懷愍公翁古，其父固山溫良貝子博和托；女儿李佳氏嫁顯密親王丹臻，其父顯愨親王富綬，祖父武肅親王豪格、皇太极之长子；胞兄總兵官剛阿泰之女李氏封康熙帝之安嫔 (康熙帝)）。
- 嫡堂兄已革多羅勤郡王蘊端。
- 妻納喇氏。其父吳達禮，胞姊那拉氏嫁正红旗貝勒常阿岱（父巽簡親王滿達海，祖父禮烈親王代善、弩爾哈齊第二子）。
- 子已革三等鎭國將軍百绶（又百受）。嫡福晉耿佳氏（父靖南王耿精忠，母愛新覺羅氏、武肅親王豪格第七女）。
  - 孙宗室文昭（字子晋，号紫幢；庶母王氏），师从順治十五年（1658年）戊戌科进士王士禛，著有《薌嬰居士集》、《紫幢詩鈔》，辑《宸萼集》。嫡妻巴林博爾基吉特氏多羅郡王那穆達克之女。其孙儿奉恩辅国公盛昌，妻富察氏（父镶黄旗满洲、追封一等伯襄烈公傅清）。
- 子已革镇国公宗室明瑞。嫡妻董鄂氏步軍統領洛敏之女。
  - 孙宗室興尚；曾孙护军参领宗室希布禪，妻葉赫納喇氏（胞姊葉赫納喇氏封乾隆帝之舒妃）；曾孙乾隆十三年（1748年）戊辰科進士、正蓝旗宗室平太（又宗室平泰，1726-1776），曾任正蓝旗包衣第二参领第一佐领（乾隆二十五年（1760）增立，据《钦定八旗通志》），平太的前任佐领、正蓝旗宗室良成（字瑶圃，充贵州、湖北主考官，官国子监祭酒）与平太进士同榜，平太的后任佐领系自己的胞兄宗室希布禪。
  - 孙宗室興岱，宗學總管。嫡妻舒穆祿氏領侍衛內大臣英誠公福善之女。其子宗室希普素；孙儿宗室宗潢，妻富察氏（父镶黄旗满洲、追封一等伯襄烈公傅清）。